# Grigore Obreja
Grigore Obreja (Somova, 6 de noviembre de 1967-Mantes-la-Jolie, 1 de junio de 2016) fue un deportista rumano que compitió en piragüismo en la modalidad de aguas tranquilas.
Participó en los Juegos Olímpicos de Seúl 1988 y Atlanta 1996, obteniendo una medalla de bronce en la edición de Atlanta 1996 en la prueba de C2 500 m. Ganó una medalla de oro en el Campeonato Mundial de Piragüismo de 1994.

## Palmarés internacional
| Juegos Olímpicos   | Juegos Olímpicos          | Juegos Olímpicos  | Juegos Olímpicos |
| Año                | Lugar                     | Medalla           | Evento           |
| ------------------ | ------------------------- | ----------------- | ---------------- |
| 1996               | Atlanta (Estados Unidos)  | Medalla de bronce | C2 500 m         |
| Campeonato Mundial |                           |                   |                  |
| Año                | Lugar                     | Medalla           | Evento           |
| 1994               | Ciudad de México (México) | Medalla de oro    | C2 500 m         |